# Điện Brongniart

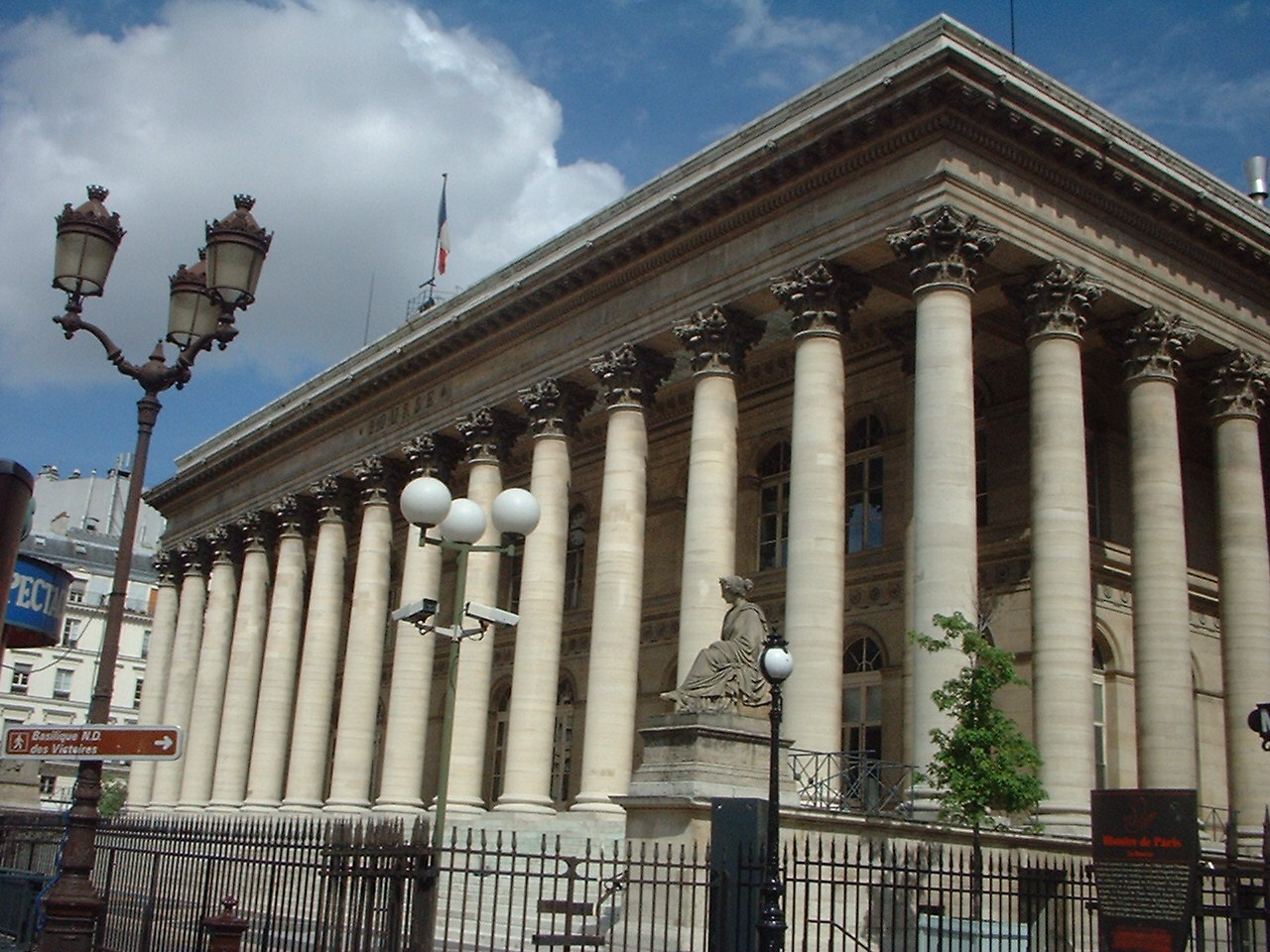
Điện Brongniart nhìn từ quảng trường

Điện Brongniart là một công trình nằm ở Quận 2 thành phố Paris. Được Napoléon Bonaparte cho xây dựng vào đầu thế kỷ 19 để dành cho Sở chứng khoán Paris, ngày nay công trình vẫn tiếp tục mục đích này. Trong tiếng Pháp, tên của công trình là Palais Brongniart, cũng được gọi Palais de la bourse, tức Điện chứng khoán.

## Điện Brongniart
Điện Brongniart mang phong cách kiến trúc Cổ điện mới với những cây cột lấy cảm hứng từ các ngôi đền ở Paestum. Nằm ở quảng trường Bourse, ngày nay điện Brongniart được mở cửa cho khách viếng thăm.
Điện Brongniart gồm hai tầng. Ở tầng một, phòng hội nghị lớn của điện bao gồm 600 chỗ. Một phòng hội nghị khác nhỏ hơn, mang phong cách nhà hát diện tích 190 m², dành cho 180 người. Không gian Réaumur với diện tích 380 m², có thể dành cho tiệc cocktail với 400 khách. Điện chính nằm ở trung tâm tầng một, rộng 620 m².
Tầng hai có một phòng nghe nhìn 99 m², trang bị màn hình, máy chiếu... Nhà hàng 100 m², dành cho 40 khách. Phòng đón tiếp rộng 180 m², trần trang trí các họa phẩm và các bức đắp nổi. Không gian môi giới chứng khoán rộng 125 m². Ngoài ra tầng hai còn bốn phòng họp: Brongniart rộng 68 m², Labarre 45m², Cavel 29 m² và Eiffel 44 m².

## Lịch sử
Ngày 24 tháng 9 năm 1724, một quyết định của Hội đồng Nhà nước cho phép thành lập Sở chứng khoán Paris. Ban đầu, trụ sở của Sở chứng khoán Paris nằm ở dinh thự Nevers. Khoảng thời gian sau đó, Sở chứng khoán nhiều lần thay đổi địa điểm.
Tới thời Đệ nhất đế chế, Napoléon Bonaparte quyết định xây dựng trụ sở mới cho Sở chứng khoán. Năm 1808, Napoléon đặt viên đá đầu tiên xây dựng điện Brongniart, theo bản thiết kế của kiến trúc sư Alexandre Théodore Brongniart. Nhưng Alexandre Théodore Brongniart mất vào ngày 6 tháng 6 năm 1813 khi công trình vẫn còn dang dở. Nhiều kiến trúc sư đưa ra các dự án để hoàn thành nốt công trình và người được chọn là Éloi Labarre. Ngày 4 tháng 11 năm 1826, điện Brongniart hoàn thành và Sở chứng khoán được chuyển về đây. Trước đó, trụ sở tạm thời được đặt ở Palais-Royal từ 2 tháng 10 năm 1809.
Không chỉ dành cho Sở chứng khoán, điện Brongniart còn có trụ sở của Tòa án thương mại. Từ năm 1902 đến 1907, công trình được kiến trúc sư Jean-Baptiste-Frédéric Cavel mở rộng, thêm hai cánh nhà ở phía Nam và Bắc. Từ năm 1987, hệ thống chứng khoán được tin học hóa, tuy vậy điện Brongniart vẫn dành cho một số các giao dịch.

## Liến kết ngoài
- Palais Brongniart trên trang của Euronext
- Photos du Palais Brongniart